# Uhlsport
Uhlsport es una compañía alemana de artículos deportivos con presencia en el mercado internacional. Se creó en 1948 tras la fusión Haase & Uhl OHG, se hizo en 1994 con Karl Uhl GmbH para pasar a llamarse uhlsport GmbH.
Es un fabricante de ropa de deportes de equipo, de fútbol en concreto, que inicialmente se basaba en la ropa de portero. La compañía tiene su base en Balingen, Baden-Württemberg, Alemania y fue fundada en 1948. Los productos más destacados de la empresa son guantes de portero, botas de fútbol, espinilleras, ropa de entrenamiento y de equipo.

## Historia
Actualmente la empresa uhlsport GmbH se divide según el deporte: fútbol (Uhlsport), balonmano (Kempa) y baloncesto (Spalding).
Mientras uhlsport y Kempa son marcas propias, la matriz uhlsport GmbH tiene los derechos europeos de distribución de artículos de la marca estadounidense de baloncesto Spalding.
La empresa alemana gestiona a una estructura indirecta de ventas. Con filiales en Francia, España, Suecia y con socios internacionales de ventas en más de 50 países.
Los guantes de portero de Uhlsport son de un diseño pantentado que consta de la palma de látex y tecnologías supportframe. Son especialmente fiables en condiciones de terreno mojado y de lluvia. Los guantes aunque no son tan populares en el Reino Unido como otras marcas, si están entre los más usados en la Europa Continental.

## Patrocinios

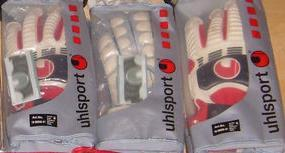
Clásicos guantes de portero de Uhlsport.

Uhlsport tiene una importante y tradicional presencia en el fútbol alemán y actualmente viste a clubes como 1. FC Colonia, 1. FC Union Berlin, TSV 1860 Múnich,  1. FC Kaiserslautern, Atlético Venezuela, Deportivo Lara, Deportivo La Guaira Fútbol Club, AD San Carlos, Algeciras CF, Zamora FC, Zulia FC, Valenciennes FC, SSV Reutlingen 05, 1. FC Magdeburg También es el proveedor deportivo de la selección de Irán y a la selección de Siria . Entre otros patrocinios del fútbol europeo destaca el balón oficial de la Coupe de la Ligue y la Ligue 2 en Francia. y balón oficial del fútbol de la Liga Fútve. Los porteros Santiago Cañizares, Hugo Lloris, Łukasz Fabiański, Michel Vorm, Alphonse Areola o Ron-Robert Zieler usan guantes uhlsport. Entre 1990 y 1994 vistió a Berazategui, humilde club argentino.

## Imágenes

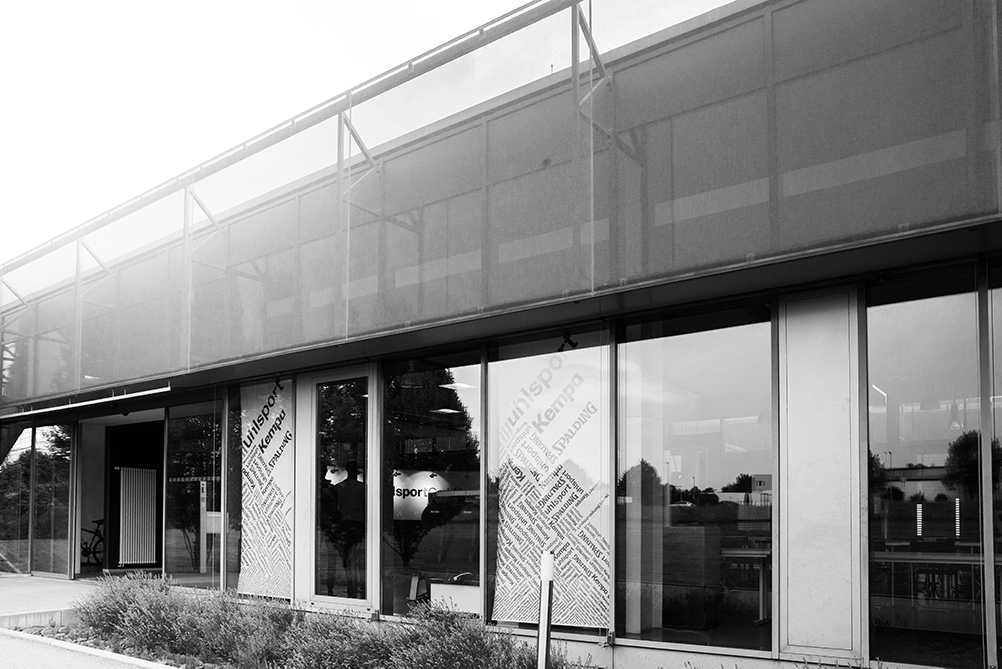
Sede de la empresa en Balingen, Baden-Württemberg.
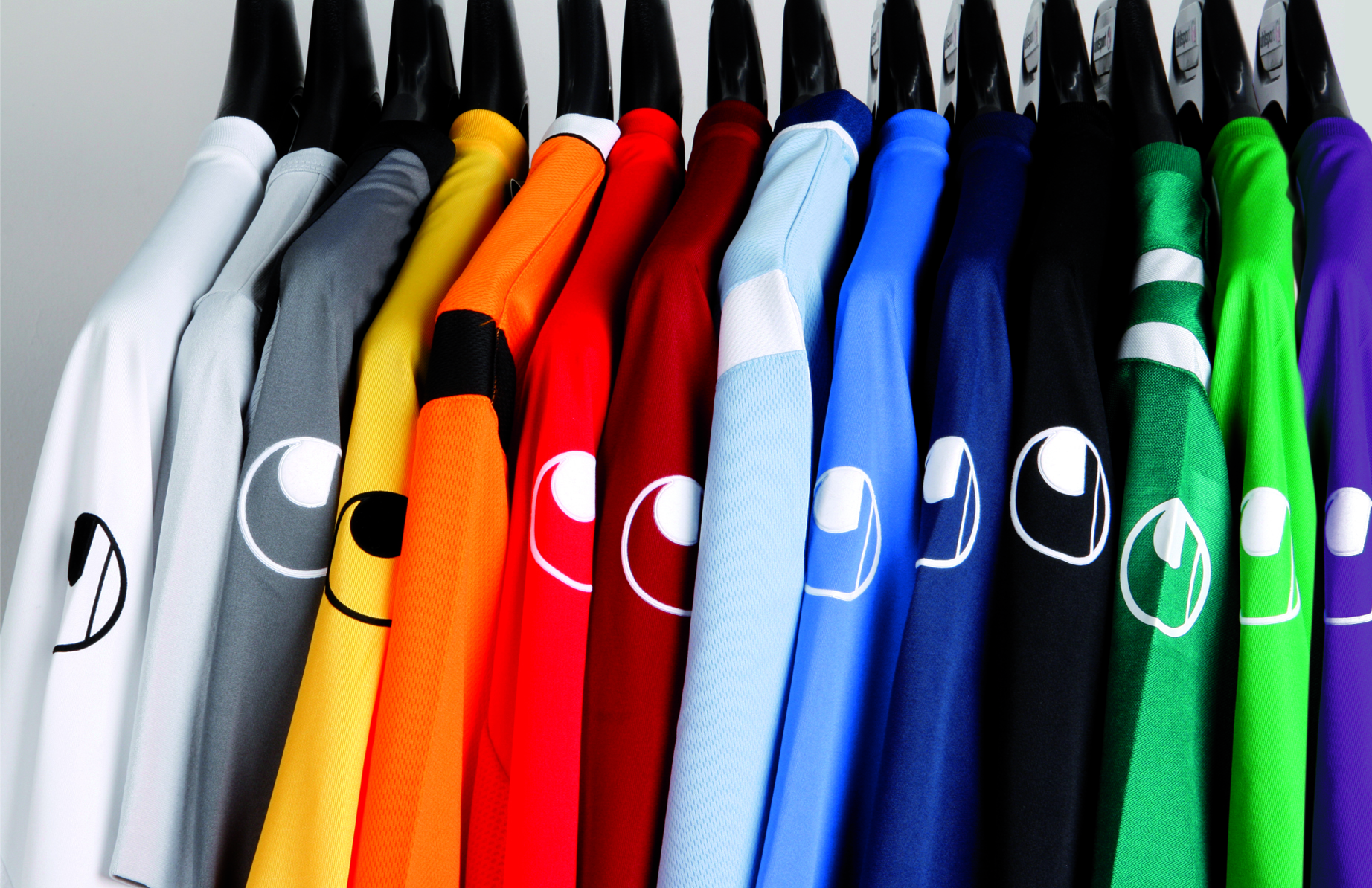
Material deportivo de Uhlsport.